# Slezské divadlo Opava

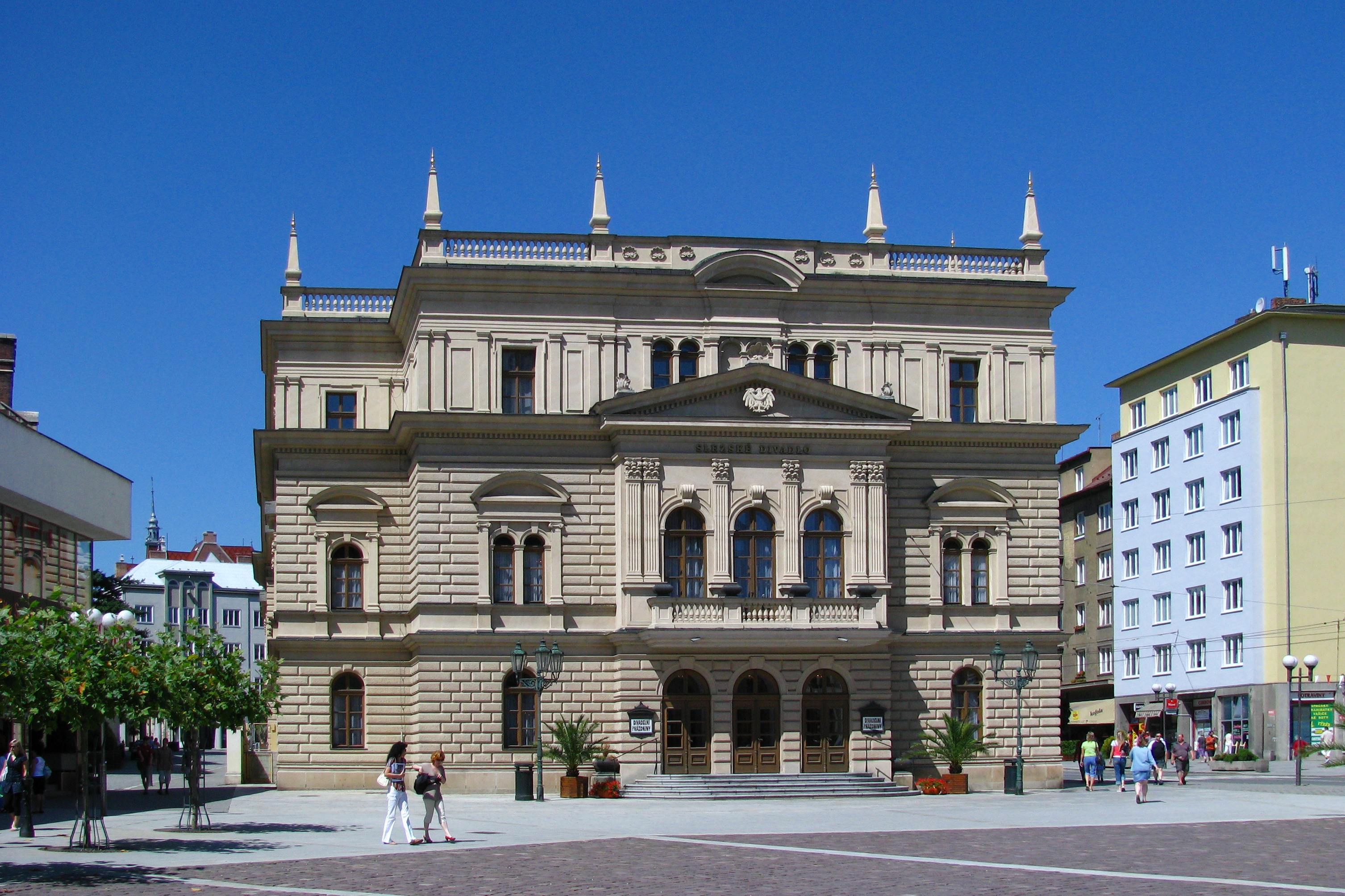
Schlesisches Theater Troppau

Slezské divadlo Opava bzw. Schlesisches Theater Troppau ist die Bezeichnung für eine Theaterinstitution und ein Gebäude in der tschechischen Stadt Opava. Das Theater umfasst zwei Ensembles, eines für Schauspiel und eines für Musiktheater. Das Schlesische Theater bietet auch Ballett- und Konzert-Aufführungen an. Das Theatergebäude ist in die Liste der Kulturdenkmäler des Nationalen Denkmalinstituts aufgenommen.

## Theatergeschichte
Üner die Theateraufführungen der Troppauer Jesuiten liegt eine detaillierte Untersuchung von Knaflitsch von 1905 vor. Im 18. Jahrhundert sind zumeist Osterkomödien belegt. Auch unter Leitung der Minoriten fanden Theaterspiele statt. In den im 17. und 18. Jahrhundert gastierenden reisenden Theatertruppen, hat man 1745 erstmals im Erdgeschoss des Bürgerhauses namens Schmetterhaus gespielt, diese Spielstätte wurde als „Theater am Stadtturm“ bezeichnet. Der Saal brannte 1763 ab und wurde erst 1772 wiederhergestellt.
In den Jahren 1782–1784 spielte die Theatergesellschaft von Carl Morocze in Troppau. Die Gesellschaft von Carl Hain, die seit 1789 in Troppau auftrat, war die erste, die hier regelmäßig Opern aufführte, und man spielte eine Oper von Giovanni Paisiello.
Zur gleichen Zeit veranstaltete Graf Ignác Dominik Chorynský von Ledská ab 1768 Theater- und vor allem Opernaufführungen in seinem Troppauer Schloss. Das Theater wurde während des Krieges 1778 geschlossen, aber die letzte Aufführung fand hier erst 1781 statt, als Großherzog Paul I. durch Troppau kam.

## Baugeschichte
Am 1. Mai 1804 legte Kreishauptmann Ernst von Mikusch den Grundstein für ein neues Theatergebäude. Dieses wurde auf dem Markt an Stelle des ehemaligen Friedhofs der St. Michaelskirche die bei einem Brand 1758 zerstört worden war. Der Theaterbau wurde am 1. Oktober 1805 mit dem Schauspiel Kark der Kühne eröffnet, aufgeführt von den Mitgliedern der Schauspielgesellschaft des Direktors Carl Flebbe.
Im Jahr 1810 änderte die Stadt das bestehende Theaterpachtsystem und nun nutzte der ausgewählte Theaterdirektor das Theater für drei Jahre ohne Pacht und zahlte nur eine Kaution, um eventuell entstandene Schäden zu kompensieren. Ein bedeutendes Ereignis in der Theatergeschichte waren die Feierlichkeiten im Rahmen des Troppauer Kongresses der Heiligen Allianz im Jahr 1820. Damals gab das Theater an 51 Abenden 78 Vorstellungen. Neben Theaterstücken beteiligte sich das Theater auch an der Organisation von Bällen, Redouten und Casinos im Theatersaal. Auch Künstler aus Wien wurden zu Auftritten eingeladen.
Um Sicherheit des Baus angesichts des Ringtheaterbrands zu gewährleisten, beschloss die Landesregierung auf Vorschlag von Eduard Labitzký einen umfangreichen Umbau, nach dem das Theater am 20. September 1883 feierlich wiedereröffnet wurde.
Nach Brand des Theaters am 15. Juni 1909 wurde der Bau vom Büro Fellner & Helmer leicht verändert wiederaufgebaut. Zwischen 1919 und 1938 wurde das Theater regelmäßig für tschechische Aufführungen vermietet. Ab 1. September 1944 wurde das Theater kriegsbedingt geschlossen.
Nach dem Ende des Zweiten Weltkriegs und der Vertreibung der deutschen Bevölkerung wurde das Theater rein tschechischsprachig. Das Gebäude wurde repariert und am 16. August 1945 nahm das Schlesische Nationaltheaters seinen Spielbetrieb auf. Das Theater übernahm das frühere deutsche Modell eines Mehrensembletheaters mit getrennten Ensembles für Schauspiel, Oper und Operette mit Orchester, Chor und Ballett. Es folgten Aufführungen Matka von Karel Čapek und die Oper Die verkaufte Braut von Bedřich Smetana.
1948 wurde die Fassade in den Stil des Sozialistischen Realismus umgebaut und 1954 stellte das Operettenensemble seine Aktivitäten ein. Zwischen 1955 und 1957 wurde das Theater um ein Verwaltungsgebäude erweitert. Ein weiterer Totalumbau des Theaters erfolgte um die Wende der 1980er und 1990er Jahre und am 15. Februar 1990 erhielt das Theater seinen heutigen Namen Schlesisches Theater in Opava. 1992 fand zur Eröffnung des restaurierten Theaters eine feierliche Aufführung von Leoš Janáčeks Oper Jenůfa statt.
In den Jahren 1990 bis 1995 fand ein weiterer Umbau nach Plänen von Ivo Klimeš statt, bei dem das Gebäude sein ursprüngliches Neorenaissance-Aussehen zurückerhielt. Zuletzt wurde das Gebäude zwischen 2010 und 2011 saniert, in diesem Fall mit umfangreichen Umbauten im Zuschauerraum und der Bühne.

## Bauwerk
Der Theaterneubau von 1883 am Oberring übernahm den kastenförmigen Grundriss vom Vorgängerbau und bildet einen geschlossene Baublock von drei zu sieben Achsen Die Gliederung bezieht sich auf italienische Renaissancevorbilder und ist mit Sockel, zwei gurtförmigen Gesimsen als Etagenunterteilung, Fenstern, abschließendem Kranzgesims mit Attikabalustraden und Obeliskenaufsätzen gestaltet. Das französische Dach trägt belvedereartige Firstgitter.
Das Sockelgeschoss hat bandgefugtes Bossenwerk, in das rundbogige Fenster und Türen eingeschnitten sind.
An den Längsseiten sind die mittleren drei Fensterachsen risalitartig ausgestellt. Am heutigen Bau ist die östliche Schmalseite mit dem Haupteingang als Schaufront ausgestaltet. Über den drei Rundbogenportalen ist ein Balkon vorgekragt, über dem ein Risalit als dreiachsige Giebelfront mit doppelten Eckpilastern, Architrav und Girlandenfries und Zahnschnitt mit flachem Dreiecksgiebel vorgeblendet sind. Ein schmaler einachsiger Schildgiebel mit Uhr Pilastern und Segmentgiebel, auf dem zwei plastische Figuren lagern, krönen den Mittelteil der Schaufront.
Der Zuschauerraum ist eine Dreiranganlage auf U-förmigem Grundriss, wobei der 1. Rang ein erhöhter Parterrelogenkranz ist und nur optisch als Ranganlage gestaltet ist. Die Brüstung des 2. Rangs ruht auf Volutenkonsolen, der 3. Rang ruht auf Holzsäulen.